# Efektivní počet stran
Efektivní počet stran je metoda statistické analýzy voleb, která měří efektivní počet politických stran ve stranickém systému dané země. Myšlenkou tohoto konceptu, který představili Laakso a Taagepera v roce 1979 je počítat strany a zároveň vážit počet podle jejich relativní síly. Relativní síla se týká jejich podílu na hlasech efektivního počtu volebních stran (ENEP) nebo podílu mandátů v parlamentu s efektivním počtem parlamentních stran (ENPP). Tato statistická analýza voleb je užitečná zejména při srovnávání stranických systémů napříč zeměmi (psefologie). Počet stran se rovná efektivnímu počtu stran pouze tehdy, když mají všechny strany stejnou sílu. V každém jiném případě je efektivní počet stran nižší než skutečný počet stran. Efektivní počet stran je častou operacionalizací politické fragmentace.
Efektivní počet stran se vypočítá podle následujícího vzorce:
| {\displaystyle N={\frac {1}{\sum _{i=1}^{n}p_{i}^{2}}}} |

Kde n je počet stran s alespoň jedním hlasem/křeslem a {\displaystyle p_{i}^{2}} druhá mocnina podílu každé strany na všech hlasech nebo mandátech. Pro efektivní počet volebních stran (ENEP) se dosazuje podíl hlasů, pro efektivní počet parlamentních stran (ENPP) se dosazuje podíl mandátu. Podíl je třeba normalizovat tak, aby například 50 procent bylo 0,5 a 1 procento bylo 0,01. 

## Efektivní počet parlamentních stran pro jednotlivé země
Níže jsou uvedeny efektivní počty parlamentních stran (ENPP) pro jednotlivé země, zobrazen je pouze poslední dostupný počet.
| stát                   | rok  | efektivní počet parlamentních stran |
| ---------------------- | ---- | ----------------------------------- |
| Belgie                 | 2019 | 9,70                                |
| Česko                  | 2017 | 4,28                                |
| Dánsko                 | 2019 | 5,85                                |
| Finsko                 | 2019 | 6,36                                |
| Francie                | 2017 | 3,00                                |
| Nizozemsko             | 2021 | 8,54                                |
| Itálie                 | 2018 | 2,90                                |
| Německo                | 2021 | 5.58                                |
| Polsko                 | 2019 | 2,76                                |
| Slovensko              | 2020 | 4,37                                |
| Švédsko                | 2018 | 5,63                                |
| Švýcarsko              | 2019 | 6,47                                |
| Spojené státy americké | 2020 | 2,00                                |
| Rakousko               | 2019 | 3,84                                |